# Luciano Molinari
Luciano Molinari, pseudonimo di Giuseppe Molinari (Garlasco, 13 dicembre 1880 – Torino, 27 luglio 1940), è stato un attore, cantante e imitatore italiano.

## Biografia
Luciano Molinari, nacque a Garlasco, in provincia di Pavia il 13 dicembre 1880.
Incominciò a lavorare come maestro elementare, prima di avvicinarsi al mondo del teatro, recitando dapprima come attore di prosa, nella compagnia di Ermete Novelli, successivamente al varietà, dove si distinse grazie alle sue capacità di imitatore di grandi personaggi, quali Ermete Zacconi e Lyda Borelli.
Inoltre raggiunse una buona popolarità come cantante di canzoni sue o tradotte dal francese (Concettina, Le Mani delle donne, Addio signorina, ecc.).
Il segreto del suo successo, come in Francia quello di Félix Mayol, risiedeva soprattutto nella sua eleganza: il suo abbigliamento si caratterizzò dapprima per il frac, il primo nel varietà in Italia, poi passò al tight accompagnato da cilindro, guanti crema e canna d'India, a cui si deve aggiungere una posa altezzosa e aristocratica.
La sua eleganza coniugata con la suadente dizione manifestarono l'intenzione di allontanarsi dalla volgarità dell'ambiente, contro la quale polemizzò in una nota conferenza futurista, intitolata "Morite tutti!", diventando così uno dei più singolari rappresentanti del Café-concert italiano. Inoltre, nel 1916 Molinari inserì nei suoi copioni e nei suoi spettacoli testi sintetici, di influenza futurista.
Con il passare del tempo riuscì ad perdere le simpatie del pubblico, del quale non gradiva nemmeno le critiche, al punto da non ritornare a recitare in una città dove aveva ricevuto qualche dissenso.
Fu un attore cinematografico, interpretando, tra gli altri Cinque a zero (1932), Sette giorni cento lire (1933), Il Cardinale Lambertini (1934).
Luciano Molinari morì all'Ospedale civico di Torino il 27 luglio 1940, in condizioni di povertà.

## Filmografia
- Le memorie di un pazzo, regia di Giuseppe De Liguoro (1917)
- La passeggera, regia di Gero Zambuto (1917);
- La storia della dama dal ventaglio bianco, regia di Lucio D'Ambra (1919);
- Cinque a zero, regia di Mario Bonnard (1932);
- Sette giorni cento lire, regia di Nunzio Malasomma (1933);
- Il Cardinale Lambertini, regia di Parsifal Bassi (1934).